# Танасевич, Елена Витальевна
Елена Витальевна Танасевич (укр. Олена Віталіївна Танасевич; род. 29 апреля 1982, Харьков) — председатель Высшего антикоррупционного суда Украины.
Свободно владеет украинским, английским и русским языками.

## Биография
Елена Танасевич родилась в 1982 году в Харькове.

### Образование
В 2003 году Елена Танасевич с отличием окончила Харьковский государственный педагогический университет имени Г. С. Сковороды по специальности «Правоведение», получив квалификацию «юриста, преподавателя правовых дисциплин».
В 2012 году с отличием окончила заочное отделение Национального университета «Юридическая академия Украины имени Ярослава Мудрого» по образовательно-профессиональной программе магистра по специальности «Правоведение», получив квалификацию «юриста».
В 2018 году Елена защитила диссертацию по специальности «Трудовое право, право социального обеспечения» на тему «Правовое регулирование материальной ответственности работодателя за вред, причиненный нарушением трудовых прав работника» и получила научную степень кандидата юридических наук.

### Карьера
С 2002 года работала юристом и помощником судьи.
Указом Президента Украины № 336/2012 от 18 мая 2012 года она назначена на должность судьи Печенежского районного суда Харьковской области, 30 мая этого же года приняла присягу украинскому народу.
11 апреля 2019 указом Президента Украины № 128/2019 была назначена на должность судьи Высшего антикоррупционного суда, а 7 мая этого же года избрана на должность председателя суда.

## Личная жизнь
Замужем, вместе с мужем воспитывает сына Серафима. Михаил Танасевич, муж главы Антикоррупционного суда, владелец ООО «Энергетическая Альтернатива», которое занимается проектированием и установкой солнечных электростанций. Кроме этого, он возглавляет ООО «Серафим Солар Украина» и ООО «Евро Энерджи».
Родная сестра Елены Танасевич Ольга Малахова с 2012 по 2016 годы работала в Хозяйственном суде Харьковской области. Сначала она была помощником судьи, а затем занимала должности помощника заместителя председателя главы суда и заместителя начальника организационно-аналитического отдела.

## Состояние
Согласно декларации за 2018 год, на основном месте работы Елена Танасевич заработала почти 245,9 тысяч гривен. Ещё почти 68,5 тысяч гривен зарплаты она получила в компании «Энергетическая альтернатива», совладелицей которой она является.
Муж Танасевич Михаил задекларировал почти 1 миллион гривен доходов от занятия предпринимательской деятельностью. Судья, по данным декларации, ездит на автомобиле Peugeot 107 2012 года выпуска, а её муж — на Daewoo Sens 2005 г.в. Также семья владеет автомобилем Ssangyong Actyon 2006 года выпуска.
Елена Танасевич задекларировала две квартиры в Харькове — площадью 56 кв м и 67 кв м. В декларации Танасевич также внесена информация о 24 земельных участках. Также Танасевич является членом в гражданской организации «Ассоциация судей Харьковской области».